# Самородная платина
Самородная платина, поликсен — минерал класса самородных элементов. Встречается в виде мелких зёрен и самородков, реже кристаллов. Крупнейшие месторождения в ЮАР, России, США.

## Свойства
Встречается в виде мелких конкреций или сталактитовых форм, в разрезе имеющих радиально-лучистое строение. Образует отдельные зёрна и самородки, иногда также мелкие кубические кристаллы. Может быть химически почти чистой или содержать примеси железа, меди, никеля, родия, палладия и пр. Внешне похожа на самородное железо или самородное серебро.
Цвет от серебристо-белого до тёмно-серого, блеск металлический. Твёрдость по шкале Мооса 4,0—4,5. Плотность 14000—19000 кг/м3. Цвет черты белый. Сингония кубическая. Спайность обычно отсутствует. Излом крючковатый.

## Месторождения
Самородная платина встречается, как правило, в магматических месторождениях. Впервые была найдена в Колумбии и в 1735 году привезена в Европу. В России самородная платина была впервые обнаружена в 1819 году на Урале, в составе золотоносных россыпей; самостоятельные платиноносные россыпи были открыты в 1822 году. Крупнейший самородок, массой 7860,5 г, был найден в 1904 году на Исовском прииске. Ныне этот самородок, известный как «Уральский гигант», хранится в Алмазном фонде Российской Федерации. За пределами России крупнейшие месторождения платины находятся в ЮАР, США, Зимбабве, Китае.

## Значение
Самородная платина — главный источник получения металлов платиновой группы. Отдельные кристаллы и самородки представляют интерес для коллекционеров.